# ريتشارد إيرلي
ريتشارد إيرلي (بالإنجليزية: Richard Earley) هو غطاس أمريكي، ولد في 3 أغسطس 1944 في ريدلاندس في الولايات المتحدة.

## وصلات خارجية
- ريتشارد إيرلي على موقع الاتحاد الدولي للسباحة (الإنجليزية)
- ريتشارد إيرلي على موقع أوليمبيديا (الإنجليزية)